# Rosmarin

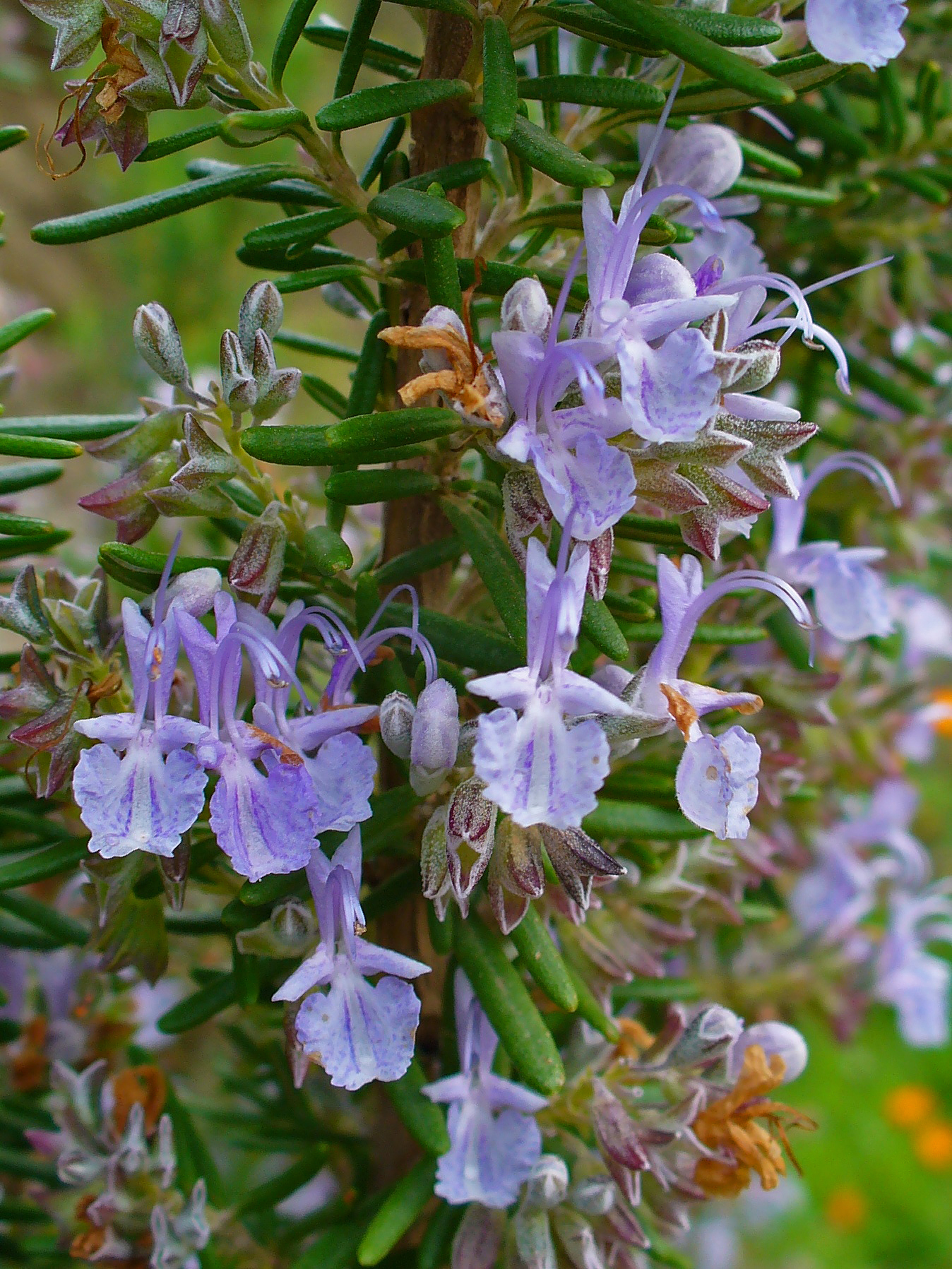
Blühender Rosmarin

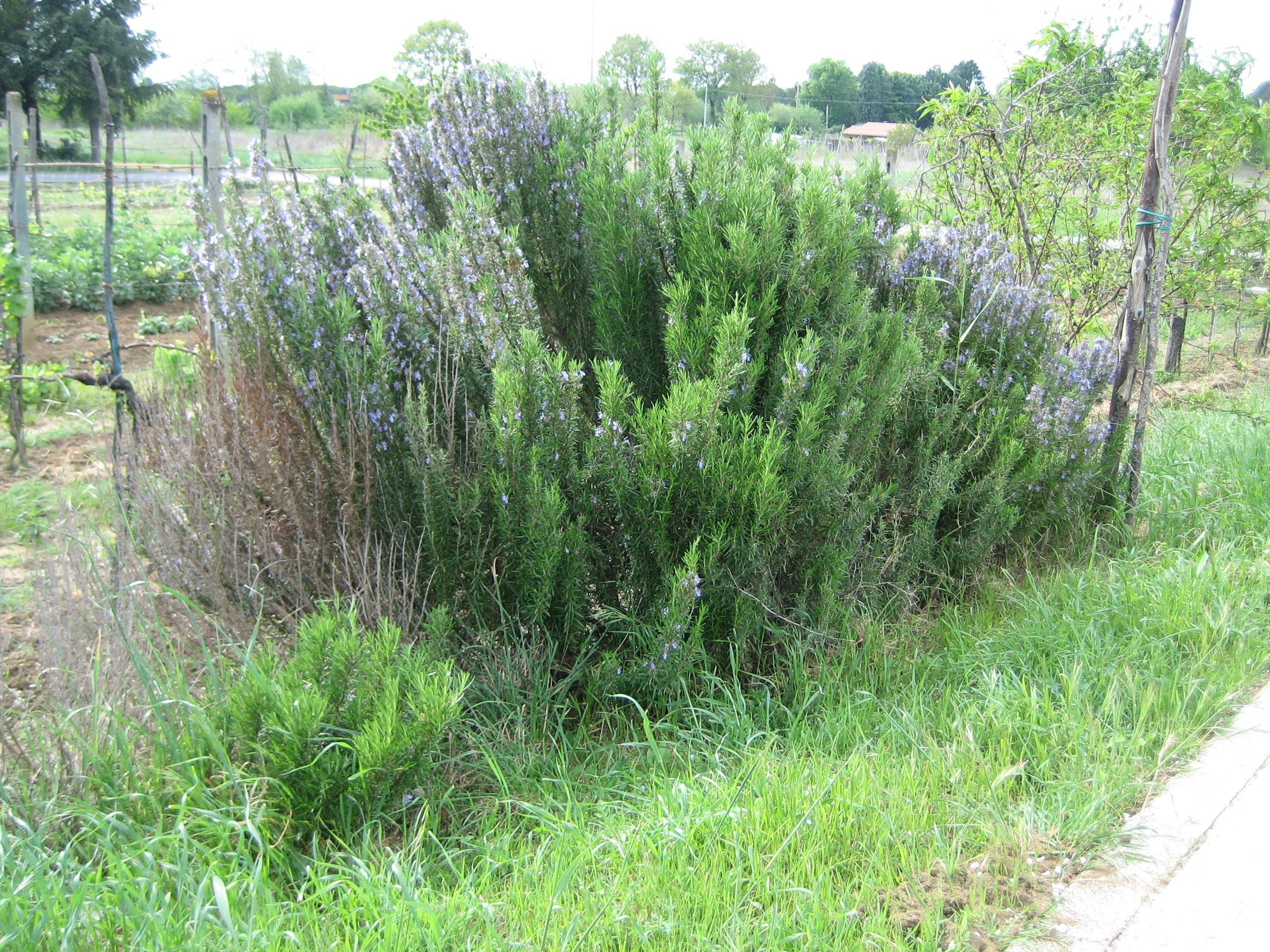
Rosmarinbusch

Der Rosmarin (Salvia rosmarinus; Synonym: Rosmarinus officinalis) ist eine Art der Gattung Salbei und ein immergrüner Halbstrauch aus der Familie der Lippenblütler (Lamiaceae).

## Name
Salvia rosmarinus wird heute als eine von vielen hundert Arten der Gattung Salvia angesehen. Früher wurde sie in eine viel kleinere Gattung, Rosmarinus, gestellt, die nur zwei bis vier Arten enthielt, darunter Rosmarinus officinalis, die heute als Synonym von Salvia rosmarinus angesehen wird.
Der Name Rosmarin bzw. Rosmarinus kommt vom lateinischen ros marinus (Genitiv roris marini) und bedeutet „Tau (ros) des Meeres (marinus)“, also „Meertau“. Als Begründung wird oft angeführt, dass Rosmarinsträucher an den Küsten des Mittelmeeres wachsen und nachts sich der Tau in ihren Blüten sammelt. Eine ältere Deutung der Herkunft des Namens ging auf den griechischen Begriff rhops myrinos (balsamischer Strauch) zurück. Dazu gehört auch ein möglicher namenskundlicher Zusammenhang der griechischen Wörter libanotis (Rosmarin) und libanos (Weihrauch). Im Mittelalter wurde (im Gegensatz zum mit libanotis und ähnlich bezeichneten Kraut) die Blüte von Rosmarin Anthos genannt.

## Merkmale
Der immergrüne, dicht buschig verzweigte Strauch duftet intensiv aromatisch und erreicht eine Größe von 0,5 bis 2 Meter. Die Äste sind braun und meist aufrecht. Ältere Äste haben abblätternde Rinde. Die 10 bis 40 mm langen und 1,5 bis 3 mm breiten Blätter sind gegenständig, sehr kurz gestielt und schmal lineal. Oberseits sind sie tiefgrün und glatt und mit einer dicken Epidermis überzogen, an der Blattunterseite weiß- bis graufilzig behaart. Die Haare sind kleine Sternhaare. Die Ränder sind nach unten umgerollt. Hierdurch wird das Blatt vor Austrocknung geschützt.
Die Blüten können das ganze Jahr über entstehen. Hauptblütezeit ist aber März bis April. Die Blüten stehen in zwei- bis zehnblütigen, sternhaarig-filzigen Scheinquirlen. Der Kelch ist glockig, zweilippig und zur Fruchtzeit deutlich größer. Die Oberlippe des Kelchs ist dreispitzig, die Unterlippe zweispaltig. Die Krone ist hellblau, selten rosa oder weiß, 10 bis 12 mm lang, zweilippig mit leicht zurückgebogener, ausgerandeter Oberlippe. Der Mittellappen der Unterlippe ist löffelförmig ausgehöhlt, fast gestielt und nach unten herabgeschlagen. Die 2 kleinen Seitenlappen sind vorgestreckt. Die zwei Staubblätter ragen weit über die Oberlippe aus der Blüte heraus. Der Griffel hat 2 ungleiche Narbenäste. Die Klausen sind braun, verkehrteiförmig, glatt und 1,5 bis 2 Millimeter lang.
Die Chromosomenzahl beträgt 2n = 24.

## Verbreitung
Die Pflanze wächst im westlichen und zentralen Mittelmeerraum wild, insbesondere in Küstenregionen von Portugal bis zum Ionischen Meer. Im östlichen Mittelmeergebiet und am Schwarzen Meer wird die Art seit der Antike kultiviert und verwilderte gelegentlich, ist manchmal sogar bestandsbildend, zum Beispiel auf Santorin. Rosmarin bevorzugt sonnige, trockene, kalkreiche Standorte. Er ist typisch für den Buschbewuchs von Macchien und Garrigues. Er ist eine Charakterart des Verbands Rosmarino-Ericion.
Der Rosmarin wird häufig als Zier- und Gewürzpflanze kultiviert. Wann der Rosmarin nach Mitteleuropa kam, ist nicht bekannt, er ist aber in der Landgüterverordnung Capitulare de villis vel curtis imperii auf Erlass Karls des Großen verzeichnet. In England wurde Rosmarin 1328 durch Königin Philippa von Hennegau eingeführt. In Vorarlberg wird er bis zu 880 Meter Meereshöhe kultiviert, im Kanton Wallis am Simplonpass bis 1500 Meter.
Die ökologischen Zeigerwerte nach Landolt et al. 2010 sind in der Schweiz: Feuchtezahl F = 1+ (trocken), Lichtzahl L = 3 (halbschattig), Reaktionszahl R = 4 (neutral bis basisch), Temperaturzahl T = 5 (sehr warm-kollin), Nährstoffzahl N = 2 (nährstoffarm), Kontinentalitätszahl K = 2 (subozeanisch).

## Systematik
Unterarten:
Rosmarinus officinalis subsp. officinalis
Rosmarinus officinalis subsp. palaui (O.Bolòs & Molin.) Malag.
(Syn: Rosmarinus officinalis var. palaui O.Bolòs & Molin.) Sie kommt nur auf den Balearen vor.
Rosmarinus officinalis subsp. valentinus P.P.Ferrer, A.Guillén & Gómez Nav.Diese Unterart wurde 2014 erstbeschrieben und kommt im südlichen Spanien vor.
Nach B.T. Drew & al. (2017) sind diese Unterarten bzw. Varietäten unter der Gattung Salvia als Salvia rosmarinus Spenn. zu vereinigen.

## Ökologie
Die Rosmarinblüten werden von langrüsseligen Apiden (Bombus, Xylocopa, Megachile, Eucera) bestäubt.
Die rasch reifenden Klausen bleiben durch einen ölreichen Teil der Blütenachse (Pseudostrophiole) verbunden und werden deshalb von Ameisen (Lasius niger und Messor barbarus) gesammelt und verschleppt.
Blattgallen erzeugt die Gallmücke Asphondylia rosmarini. Auf den Zweigen lebt der Schlauchpilz Melanopsamma bolleana.

## Vermehrung, Pflege und Ernte
Die Pflanze kann über Stecklinge vegetativ vermehrt werden. Auch die generative Vermehrung über Saatgut ist möglich, bedarf aber eines warmen Klimas. Die Keimdauer beträgt ungefähr vier Wochen. Der Rosmarin ist anfällig für langandauernde Nässe und braucht durchlässige, humusreiche Erde. Unter trockenen Bedingungen wächst die Pflanze besser. Nördlich der Alpen ist sie normalerweise nur in den milden Regionen und Weinbaugebieten winterhart, es existieren jedoch spezielle Züchtungen wie ‚Arp‘, die Temperaturen bis unter −20 °C ertragen. Im Spätwinter wird der Kleinstrauch zurückgeschnitten, damit er buschiger wird.
Geerntet werden idealerweise ganze Zweiglein, nicht einzelne Blätter. Es kann ganzjährig geerntet werden. In der Mischkultur eignet sich der Salbei als Nachbar.

## Inhaltsstoffe
Rosmarin enthält zwischen 1 und 2,5 % ätherisches Öl, zusammengesetzt aus verschiedenen Terpenverbindungen (Cineol, α-Pinen, Borneol, Ursolsäure, Isobornylacetat, Campher, Camphen, Verbenon, Carnosol, Oleanolsäure, Carnosolsäure, α-Terpineol, Betulin, Betulinsäure). Des Weiteren 8 % Gerbstoff (hauptsächlich Rosmarinsäure), Flavonoide, Glycolsäure, Kaffeesäure, Bitterstoffe, Saponine, Harz und verschiedene Vitalstoffe, wobei sich einzelne Wirkstoffkonzentrationen in den Blättern und Stängeln deutlich unterscheiden.

## Verwendung

### Duftpflanze
Rosmarin hat einen sehr intensiven, aromatischen Geruch und einen harzigen, leicht bitteren Geschmack, der etwas an Kampfer und Eukalyptus erinnert. Er wurde aufgrund seines ähnlichen Geruches als Ersatz für Weihrauch verwendet.
Rosmarin war Bestandteil eines der ersten destillierten Parfüme, bei dem ätherisches Öl mit Alkohol kombiniert wurde. Die Mischung hieß nach der Königin Elisabeth von Ungarn (1305–1380) „Ungarisches Wasser“. Nach einer Legende versicherte ein Einsiedler, der das Duftwasser der Königin überreichte, es werde ihre Schönheit bis zu ihrem Tode bewahren.
Kölnisch Wasser enthält Rosmarinöl.

### Verwendung in der Küche
Rosmarin wurde zuerst bei religiösen Riten und als Droge verwendet, bevor er in der Küche Einzug hielt. Rosmarin ist in der mediterranen Küche (vor allem in Italien und der Provence) ein wichtiges Gewürz und ist Bestandteil der Provence-Kräutermischung. Er gilt als klassisches Grillgewürz und harmoniert unter anderem mit Fleisch, Geflügel, Lammfleisch, Zucchini, Kartoffeln, Fisch und Teigwaren. Eine Rosmarin-Marinade wird etwa beim Grillen verwendet. Auch für Süßspeisen findet das Blatt oder der Rosmarinhonig Anwendung. Apfelgelee lässt sich beispielsweise mit Rosmarin aromatisieren. In Kräuterbutter wird Rosmarin häufig verwendet. Rosmarin wird oder wurde zeitweilig auch als Bitterstoff im Bier verwendet.
Ein „Extrakt aus Rosmarin“ steht als Antioxidations- und Konservierungsmittel in der Liste der Lebensmittelzusatzstoffe (sogenannte „Liste der E-Nummern“) als E 392.

### Verwendung in der Heilkunde
In der Naturheilkunde wird Rosmarin innerlich als Tee zur Kreislaufanregung und gegen Blähungen verwendet, vor allem wirkt er anregend bei der Blutzufuhr zu den Unterleibsorganen und der Bildung von Magen- und Darmsaft. Auch wirkt die Droge galle- und harntreibend und findet als Tee Anwendung als Appetitanreger. Zu hohe Dosen können Rauschzustände und Krämpfe auslösen. Tagesdosen von 6 g Blätter für Teeaufgüsse, 20 Tropfen ätherisches Öl und 50 g für Bäder sollten nicht überschritten werden; Schwangeren wird generell von der Einnahme abgeraten.
Äußerlich wirkt Rosmarin durchblutungssteigernd und wird daher zu Bädern sowohl bei Kreislaufschwäche, Durchblutungsstörungen als auch bei Gicht und Rheuma (beispielsweise als Rosmarinspiritus) gebraucht. Neben Rosmarinspiritus kann auch die Salbe gegen Rheuma und Migräne eingesetzt werden. Als Bademittel wirkt der Aufguss desinfizierend und fördert den Heilungsprozess von infizierten, schlecht heilenden Wunden.
Rosmarinöl hat eine stark antiseptische Wirkung, die das 5,4fache von Karbolsäure (Phenol) beträgt.
Rosmarin als Tee hat eine antimykotische Wirkung auf verschiedene Schadpilze und kann somit als hauseigenes Pflanzenschutz- bzw. -stärkungsmittel eingesetzt werden.
In einer amerikanischen Studie von 2017 wird ein sogenanntes präbiotisches und gleichzeitig antibakterielles Potenzial von Rosmarin-Gewürzextrakt beschrieben.

### Ätherisches Rosmarinöl
Das ätherische Rosmarinöl bildet je nach Standort, Höhenlage, Klima und Boden unterschiedliche Chemotypen aus, die sich in komplett verschiedenen Inhaltsstoffen und Wirkweisen unterscheiden. Man gewinnt es mittels Wasserdampfdestillation des Krautes. Rosmarinöl gehört zu den hautreizenden ätherischen Ölen. Hauptanbauregionen sind Spanien, Frankreich, Nordafrika und der Balkan.
Die Inhaltsstoffe des Rosmarinöls sind: 1,8-Cineol (etwa 15–55 %), Campher (10–25 %), 1-Pinen (15–25 %), 2-Ethyl-4,5-dimethylphenol (12 %), Camphen (5–10 %), Borneol (2 %), Sesquiterpene, Monoterpenole, Phenole, Ketone und Ester. Die Dichte beträgt 0,894 bis 0,920.
Salvia rosmarinus Chemotyp 1,8 Cineol enthält 45 % Oxide, 30 % Monoterpene, Sesquiterpene, Monoterpenole, Phenole, Ketone und Ester.
Salvia rosmarinus Chemotyp Verbenon enthält 50 % Monoterpene, 15 % Ketone, Monoterpenole, Ester und Oxide.
Anwendung des Öls
Nach dem Europäischen Arzneibuch zeigt Rosmarinöl antimikrobielle Aktivität gegen zahlreiche Bakterien, Hefen und Schimmelpilze und wirkt auf der Haut durchblutungsfördernd. Bei Kreislaufbeschwerden, rheumatischen Erkrankungen, Zerrungen wird eine 6- bis 10-prozentige Zubereitung in Form von Badezusätzen oder in 6- bis 10-prozentigen Salben angegeben. Innerlich nimmt man 3–4 Tropfen auf Zucker oder in warmem Tee zu sich.
Rosmarin war Heilpflanze des Jahres 2000 und 2011 in Deutschland.

### Rosmarinhonig
Sortenreiner, von den Blüten des Rosmarins stammender Honig ist in frischem Zustand von hellgelber Farbe und flüssiger Konsistenz, er kandiert zu einem weißlichen, salbenartigen Honig aus. Das kräftige Aroma des Rosmarinhonigs entspricht dem Aroma der Pflanze selbst, zur Milderung des intensiven Aromas wird er vielfach mit anderen Honigsorten verschnitten.

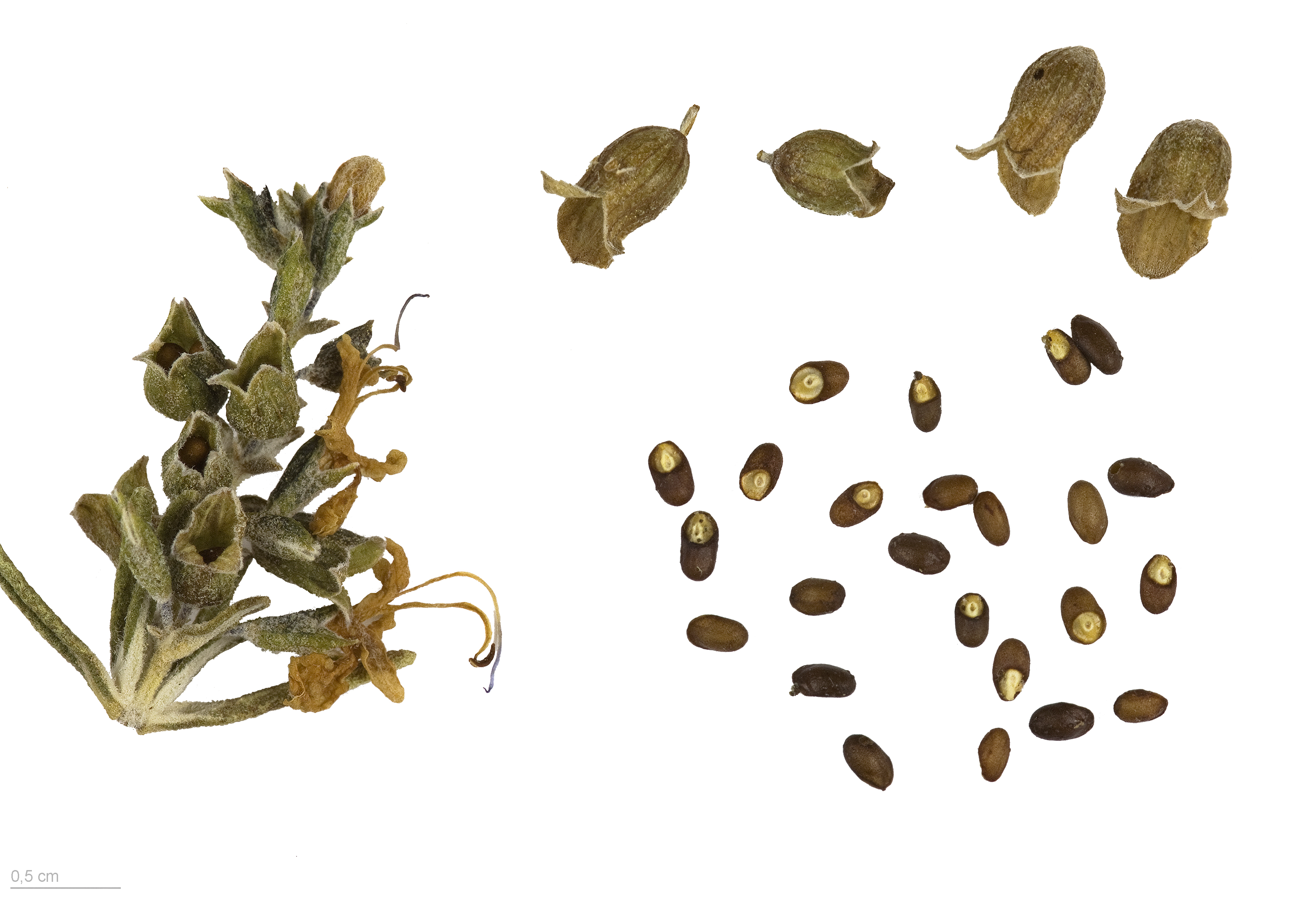
Rosmarinus officinalis, Früchte und Samen
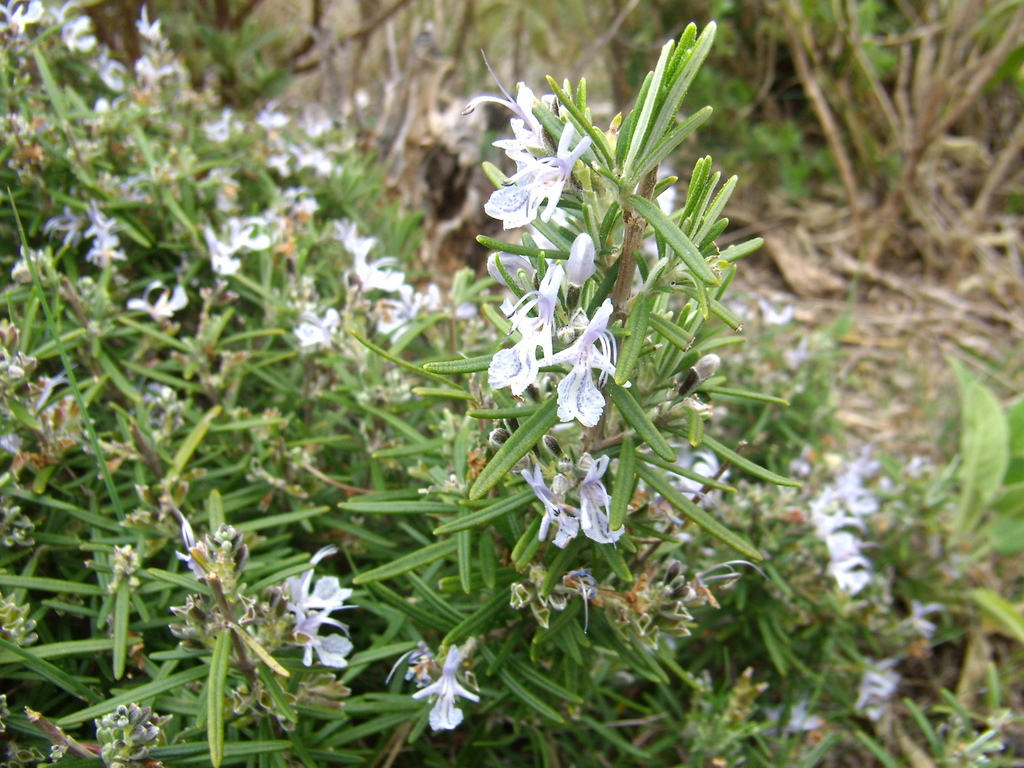
Rosmarin in Spanien
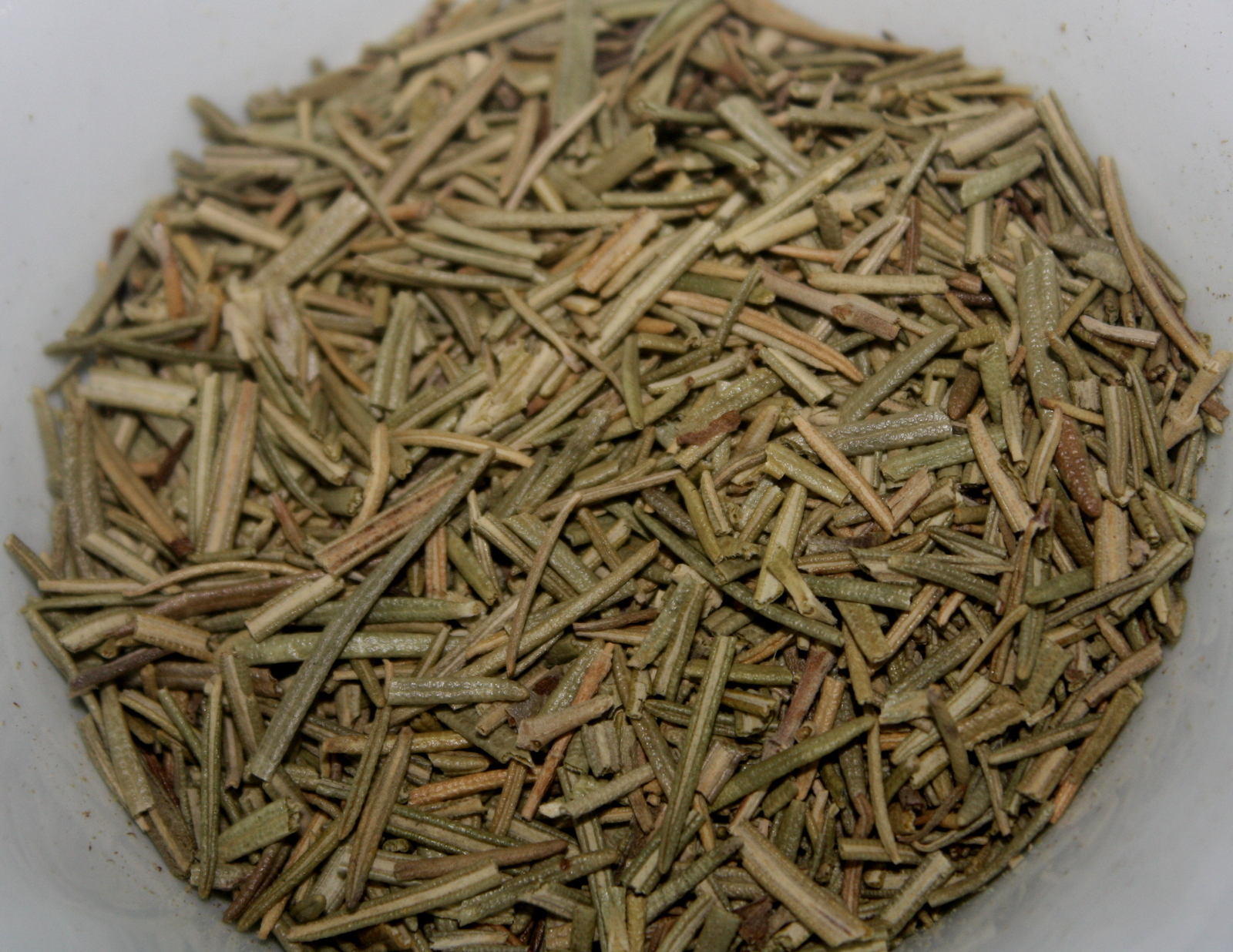
Getrocknete Rosmarin-blätter
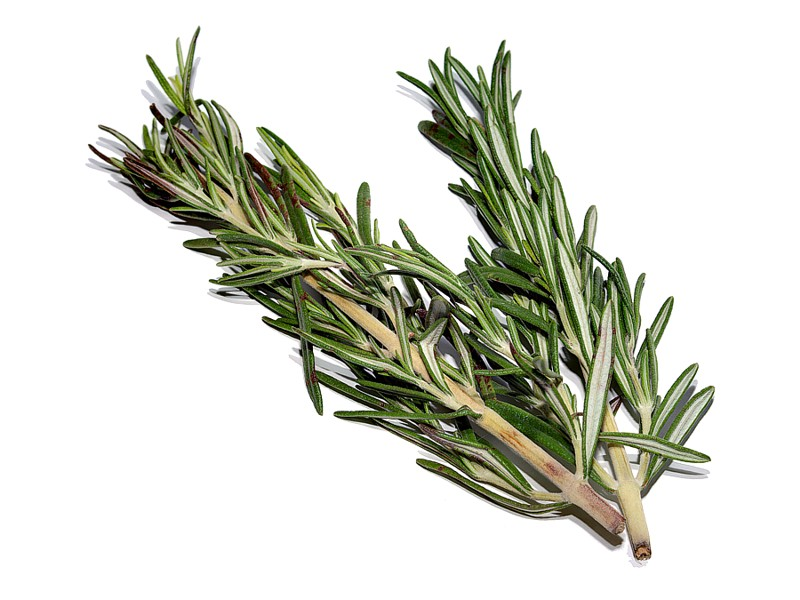
Rosmarinzweige
Struktur von 1,8-Cineol, Bestandteil von Rosmarinöl
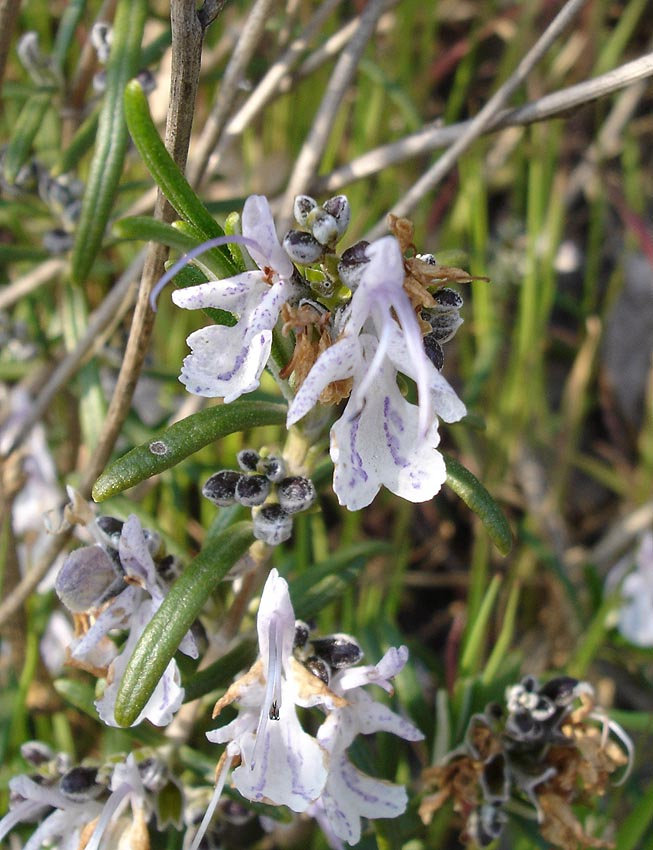
Durch die attraktiven blassblauen Blüten wird der Rosmarin auch gerne als Zierpflanze kultiviert.
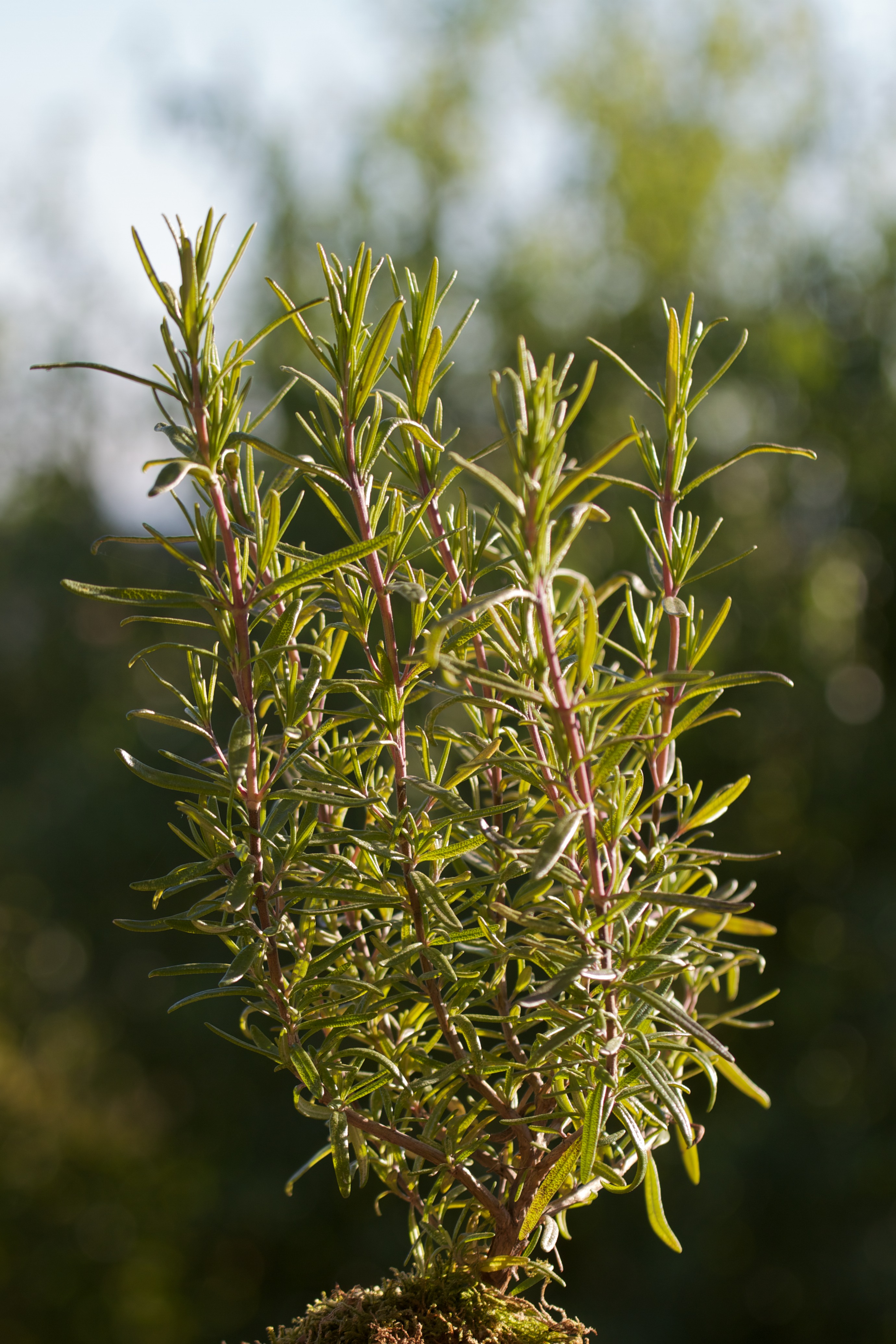
Rosmarin ohne Blüten
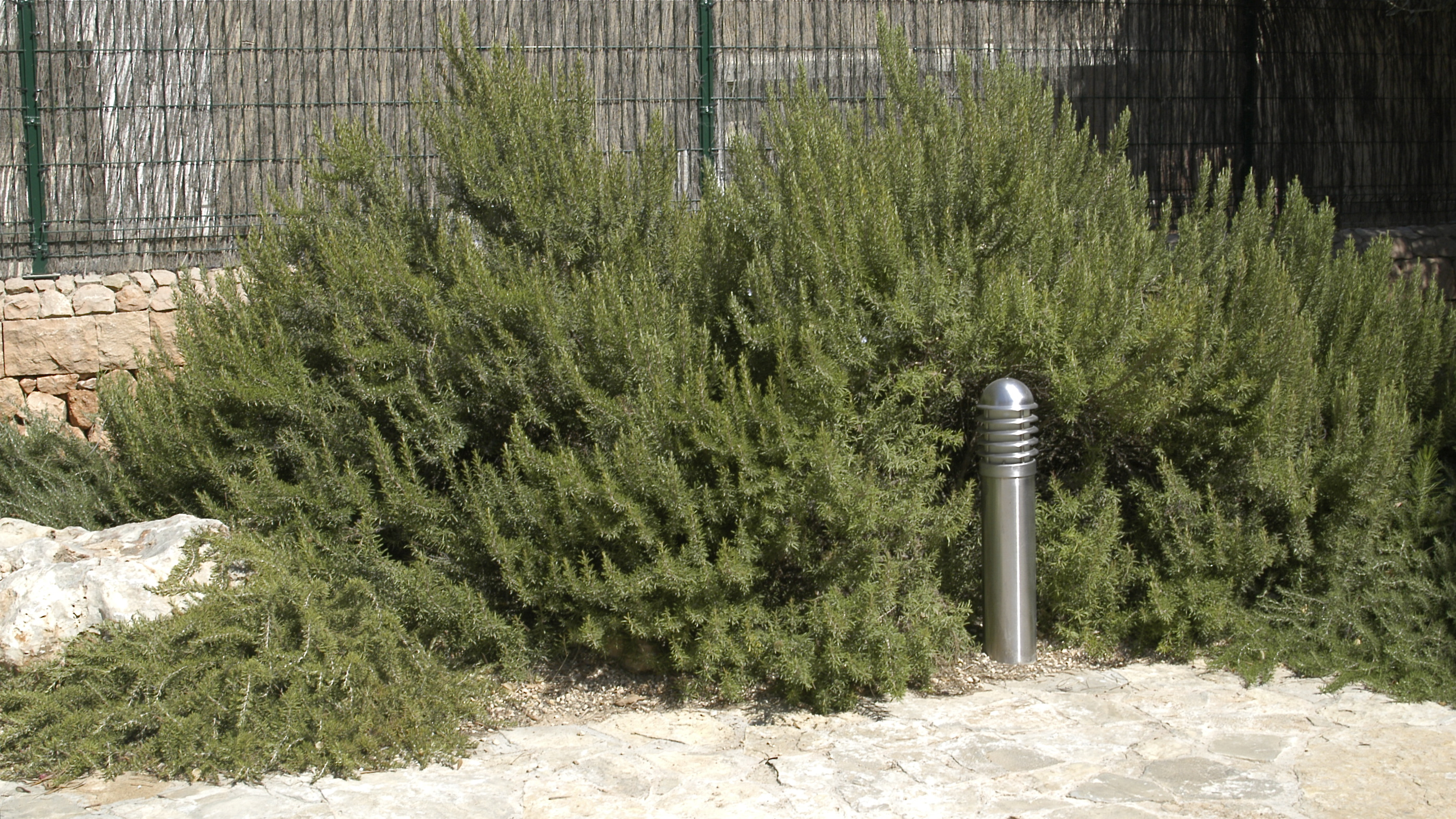
Eine Rosmarinpflanze wächst schnell zu einem Busch von einigen Metern Breite heran.
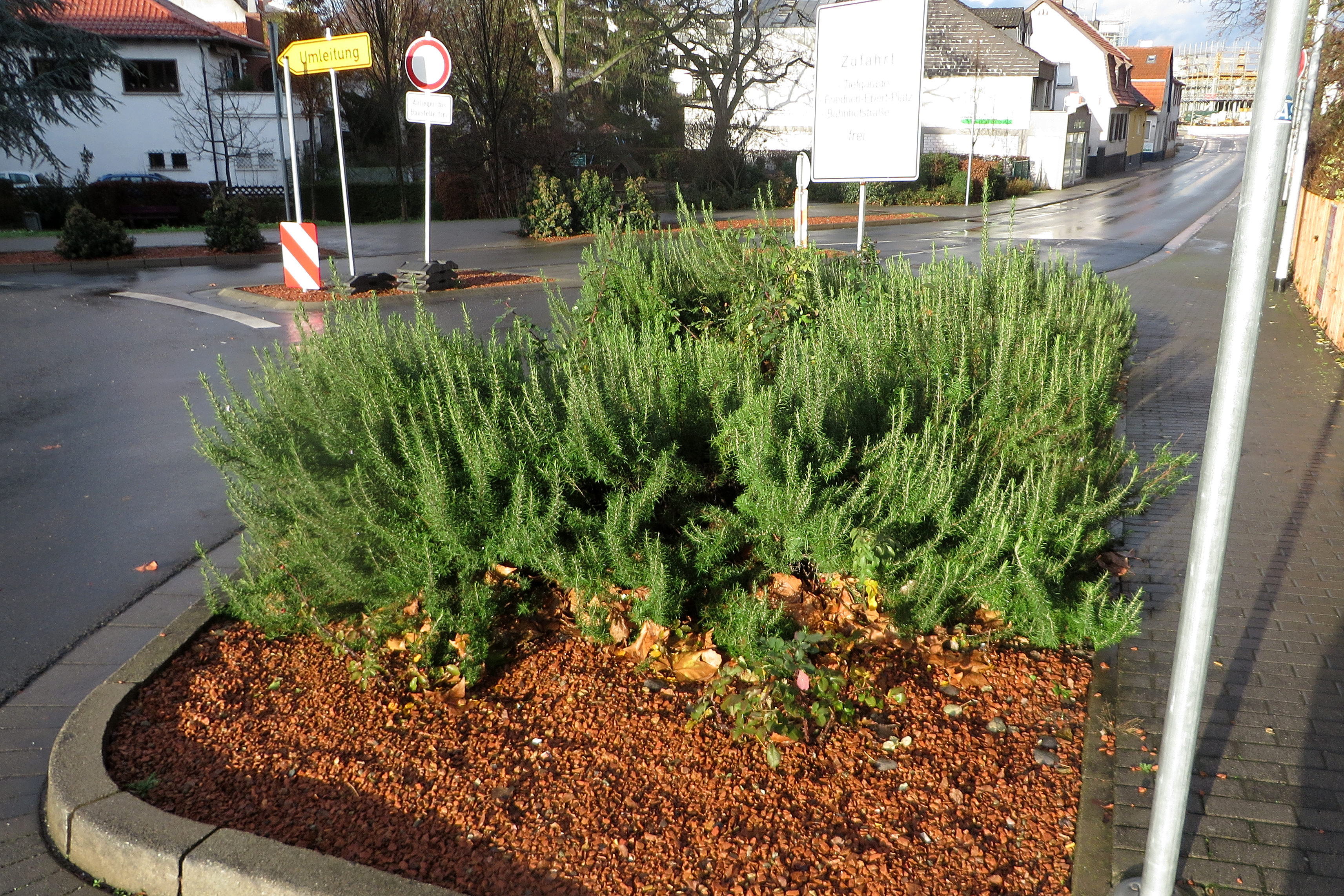
Als Straßenbegleitgrün in Ingelheim am Rhein

## Symbolik des Rosmarins
Als Symbol repräsentierte Rosmarin die Liebe. In der antiken Kultur hat der Rosmarin als eine den Göttern, insbesondere der Aphrodite, geweihte Pflanze eine große Rolle gespielt. Troubadoure überreichten der Dame ihrer Wahl Rosmarin, Ophelia band Hamlet einen Rosmarinkranz als Zeichen ihrer Treue. und in Deutschland trugen Bräute lange Zeit einen Rosmarinkranz, bevor die Myrte in Mode kam.
Rosmarin symbolisierte auch das Gedenken an die Toten. Die Ägypter gaben ihren Toten Rosmarinzweige in die Hände, um die Reise in das Land der unsterblichen Seelen mit ihrem Duft zu versüßen; in Griechenland wand man Totenkränze aus Rosmarin. In der Literatur taucht Rosmarin als Totenpflanze bei Shakespeare und Hebel auf. Rosmarin und Thymian trug man als Sträußchen bei Begräbnissen und Prozessionen. Man hoffte, auf diese Weise gegen ansteckende Krankheiten gefeit zu sein. In London war es Anfang des 18. Jahrhunderts üblich, dass jeder Trauergast, der einen Sarg zum Friedhof begleitete, vom Diener des Hauses einen Zweig Rosmarin überreicht bekam. Einerseits trug man diesen Rosmarinzweig als Symbol der Erinnerung, sein Duft half jedoch auch, den Gestank des Todes zu überdecken. Sobald der Sarg ins Grab gelegt war, warfen alle Trauergäste ihre Rosmarinzweige ins Grab hinab. In Dresden geht der Überlieferung nach die Rosmaringasse (heute vom Kulturpalast überbaut und an dessen nördlichen Rand verschoben) auf den Brauch zurück, hier Rosmarin an die Besucher des Frauenkirchhofes zu verkaufen.
Als Symbol des Todes taucht Rosmarin in dem Lied Ich hab die Nacht geträumet auf, dessen Textdichter August Zarnack ist. Ebenfalls gilt dies für das Lied Rosmarin aus Des Knaben Wunderhorn, das von Johannes Brahms, Robert Schumann und anderen vertont wurde.
In einem Züricher Volkslied teilt der Rosmarin die aphrodisische Wirkung mit dem Thymian und dem Lavendel:
„I ha-n-em dri ta Majero, wie bin i doch so herzli froh. I ha-n-em dri ta Chilesoppe, er soll mer achli nahe tape. I ha-n-em dri to Romeri, i hoff er soll min eige si.“
Die Musiker der Pagan-Folk-Gruppe Faun greifen den Rosmarin in ihrem gleichnamigen Lied als Symbol für Liebe und Sehnsucht auf. Eine ähnliche Bedeutung kommt dem Rosmarin im englischen Volkslied Scarborough Fair zu.
In Spanien ist der Romero sowohl Rosmarin als auch der christliche Pilger einer Romería.

## Geschichte
Im Altertum hatte der Rosmarin wohl eher als kultische Pflanze Bedeutung als Heilpflanze. Darauf deuten auch die wenigen Angaben von Dioskurides diesbezüglich hin.

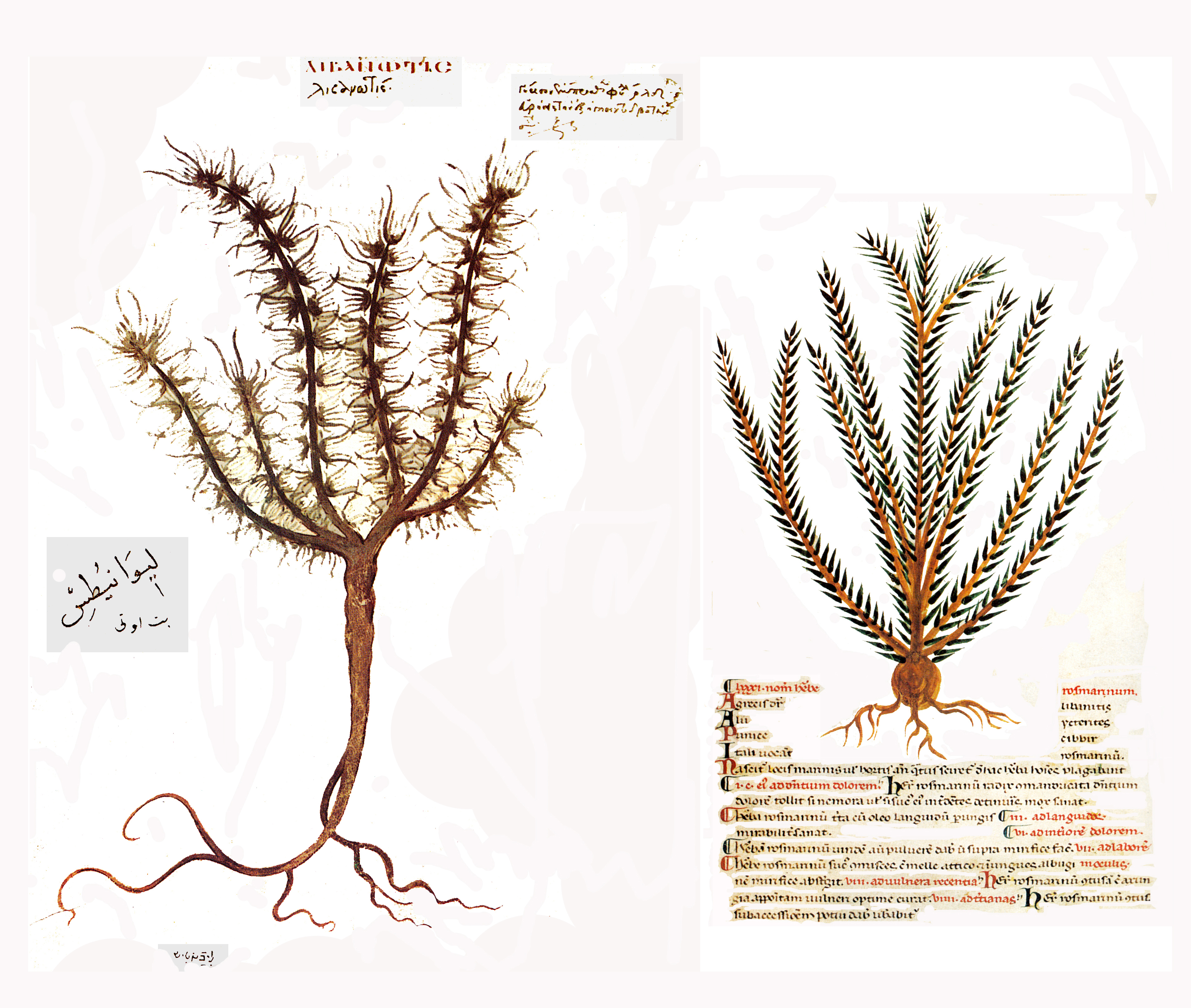
Links: Libanotis im Wiener Dioskurides. Rechts: Libanotis – Rosmarinus im Pseudo-Apuleius (Codex Vindob. 93 des 13. Jh.)

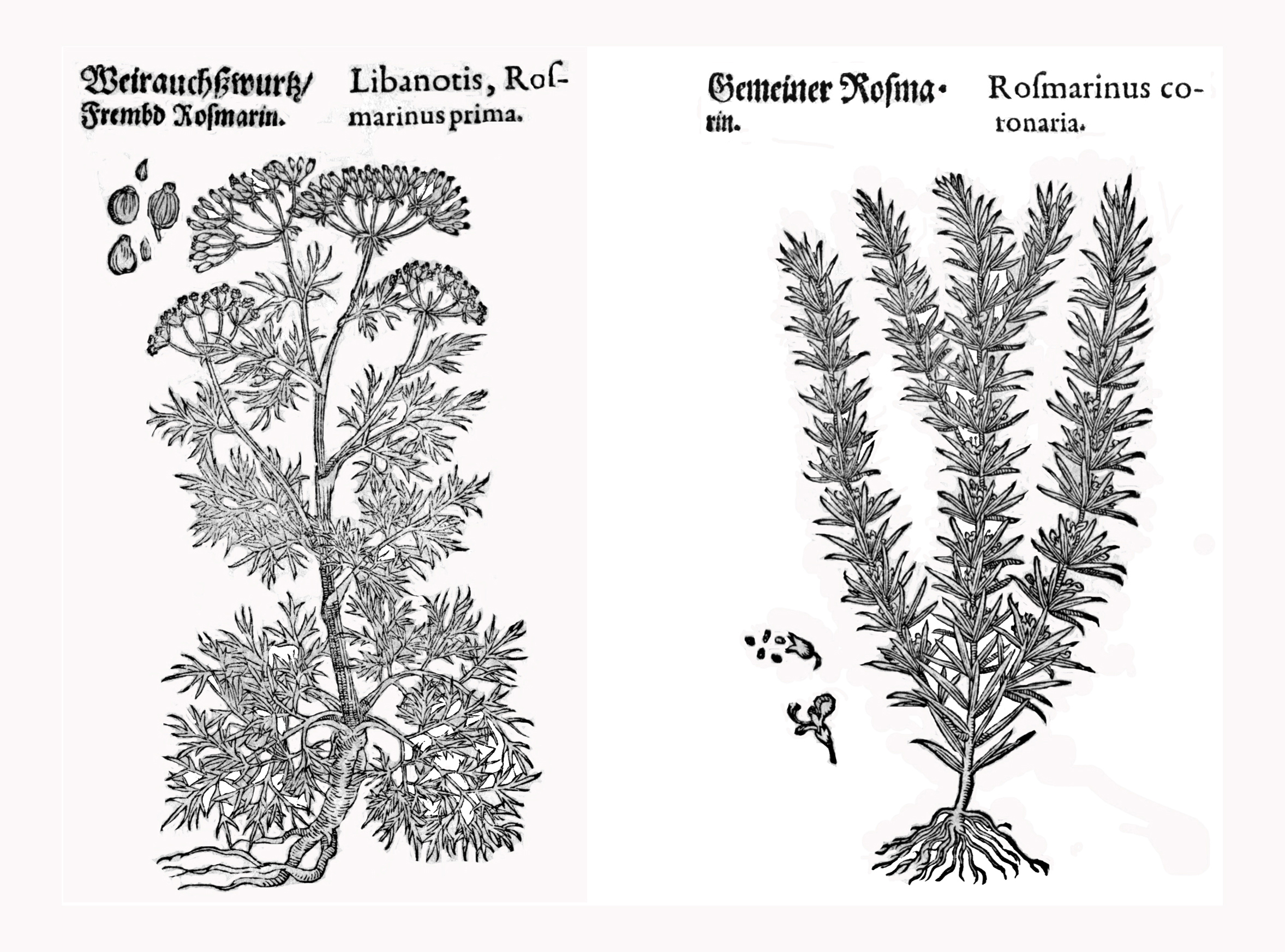
Libanotis und Rosmarinus im Mattiolischen Kräuterbuch (Bearbeitung durch J. Camerarius d. J. 1586)

Im 1. Jahrhundert schrieb Dioskurides zunächst über zwei Arten »libanotis«, die aufgrund der von ihm gegebenen Beschreibung (auch unter Bezug auf die entsprechenden Stellen über die »libanotis« in der Naturgeschichte der Gewächse des Theophrast) als »Weihrauchbäume« gedeutet wurden (Cachrys libanotis L., Ferula nodifera L. ...). Den Rosmarin (Salvia rosmarinus Spenn.) beschrieb Dioskurides anschließend als „die »libanotis«, welche die Römer »rosmarinus« nennen“, und er kennzeichnete ihn dadurch als Pflanze mit aromatischem Geruch, welche nicht nur die Kranzbinder gebrauchen. Sie besitze erwärmende Kraft, heile die Gelbsucht und werde den kräftigenden Salben zugesetzt.
Der vom 4. bis zum 12. Jahrhundert in der nordeuropäischen Medizin maßgebliche Pseudo-Apuleius schrieb dem «Herba rosmarinum» deutlich mehr Heilkräfte zu. Das Bild, das der Codex Casselanus (10. Jahrhundert) diesem Rosmarin zuweist, entspricht allerdings nicht dem hier behandelten Rosmarin, sondern eher einem Doldenblütler.
1. Gegen Zahnschmerzen. Den Saft aus der Wurzel auf die schmerzenden Zähne einwirken lassen.
2. Gegen Ermattung (ad languentes). Das Kraut mit Öl zerstoßen äußerlich einreiben.
3. Gegen juckenden Grind (prurigo). Den aus dem zerstoßenen Kraut gewonnenen Saft mit altem Wein und heißem Wasser drei Tage lang trinken.
4. Gegen Schmerzen der Leber und der Eingeweide. Ein Bund Rosmarinkraut in Wasser einlegen, dazu ein wenig Amomum oder Spica nardi, zwei Datteln und einen kleinen Kelch Weinraute kochen lassen und die Flüssigkeiten zu trinken geben.
5. Gegen Husten. Rosmarinkraut mit Pfeffer und Honig zu Pastillen verreiben. Am Morgen und am Abend eine Pastille eingeben. Sänftigt den Husten.
6. Gegen innerliche Schmerzen. Rosmarinkraut, grün oder getrocknet wie oben zu geben.
7. Gegen weiße Flecken in den Augen. Die Asche vom Rosmarinkraut mit attischem Honig einreiben.
8. Zur Behandlung frischer Wunden. Zerstoßenes Rosmarinkraut mit Fett auflegen. Wirkt sehr gut.
9. Gegen Dreitagefieber. Das zerstoßene Rosmarinkraut in heißem Wasser beim Anfall einnehmen.[36]

Mit Sicherheit wird der Rosmarin im Gart der Gesundheit (1485) unter dem Namen anchos vel rosmarinos aufgeführt. Der dazugehörige Holzschnitt lässt eine eindeutige Identifizierung zu.
In den Kräuterbüchern des 16. Jahrhunderts wird der Rosmarin durchgängig als Heil- und Zierpflanze aufgezählt. Insbesondere Matthioli und Brunfels benennen eine große Anzahl an Heilwirkungen, was angesichts dessen, dass in antiken Schriften hierüber wenig Angaben zu finden sind, von Marzell als bemerkenswert eingestuft wird.
Rosmarin kam vermutlich mit den Römern im Jahr 43 n. Chr. nach England. Zuverlässige Aufzeichnungen dazu gibt es jedoch erst aus dem 8. Jahrhundert n. Chr. Karl der Große förderte die Nutzung von Kräutern und ordnete den Anbau von Rosmarin in klösterlichen Gärten an.
Die Bereitung und die Verwendung eines „wein von rosmarin“ wird ausführlich in dem Arnaldus de Villanova unterschobenen „Liber de vinis – Tractat … von Bewarung und Beraitung der Wein“ geschildert. Diese Abhandlung ist in Afrika entstanden, wurde 1358 ins Hebräische übersetzt und war spätestens um 1400 als niederfränkische Handschrift im Umlauf. Sie wurde im Jahre 1478 durch Wilhelm von Hirnkofen gestrafft ins Hochdeutsche übertragen und in Esslingen gedruckt.
Eine vom Mittelalter bis ins 16. Jahrhundert und darüber hinaus weit verbreitete medizinische Abhandlung zum Rosmarin ist auch der seit dem 14. Jahrhundert nachgewiesene, wohl zuerst im Mittelmeerraum im 13. Jahrhundert entstandene sogenannte Rosmarintraktat.